# UTC+09:00

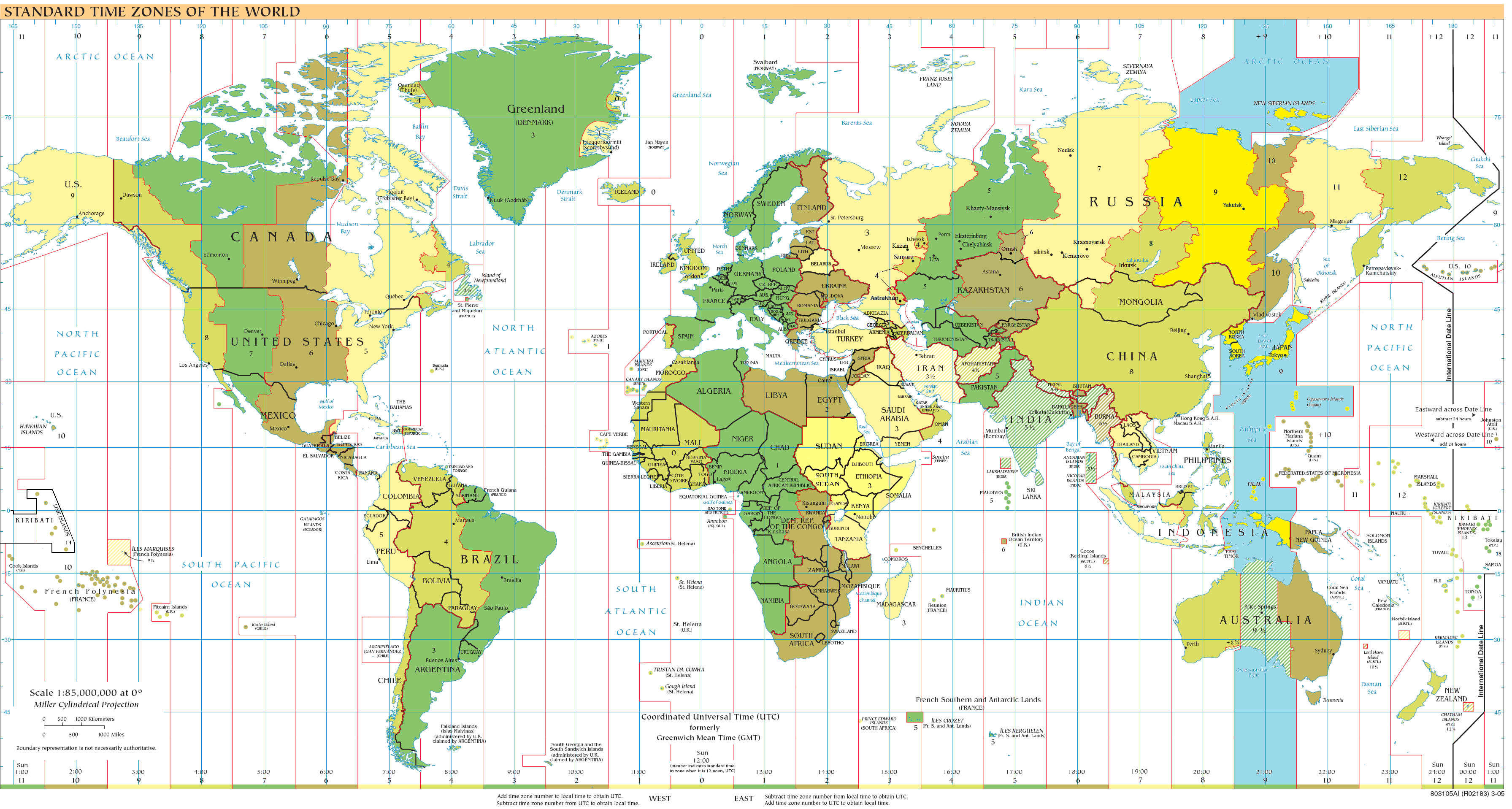
Az UTC+9 területei:

Az UTC+09:00 egy időeltolódás, amely kilenc órával van előrébb az egyezményes koordinált világidőnél (UTC).

## Alap időzónaként használó területek (egész évben)

### Ázsia

#### Észak-Ázsia
|  | Idő       | Zóna                       |
|  | --------- | -------------------------- |
|  | UTC+02:00 | MSK−1: kalinyingrádi idő   |
|  | UTC+03:00 | MSK: moszkvai idő          |
|  | UTC+04:00 | MSK+1: szamarai idő        |
|  | UTC+05:00 | MSK+2: jekatyerinburgi idő |
|  | UTC+06:00 | MSK+3: omszki idő          |
|  | UTC+07:00 | MSK+4: krasznojarszki idő  |
|  | UTC+08:00 | MSK+5: irkutszki idő       |
|  | UTC+09:00 | MSK+6: jakutszki idő       |
|  | UTC+10:00 | MSK+7: vlagyivosztoki idő  |
|  | UTC+11:00 | MSK+8: magadani idő        |
|  | UTC+12:00 | MSK+9: kamcsatkai idő      |

- Oroszország
  - Jakutszk és környéke (a Yakutsk Time-ot (Jakutszki idő) használó területek)

#### Kelet-Ázsia
- Japán
- Dél-Korea

#### Délkelet-Ázsia
- Indonézia (kelet)
  - Maluku-szigetek
  - Pápua és Nyugat-Pápua (Indonéz Új-Guinea)

- Kelet-Timor

### Óceánia
- Palau

## Időzónák ebben az időeltolódásban
| Időzóna neve angolul    | Időzóna neve magyarul | Időzóna rövidítése | Egyéb jelölés |
| ----------------------- | --------------------- | ------------------ | ------------- |
| Yakutsk Time            | Jakutszki idő         | YAKT               | MSK+6         |
| Japan Standard Time     | Japán idő             | JST                |               |
| Korea Standard Time     | Koreai idő            | KST                |               |
| Eastern Indonesian Time | Indonéz keleti idő    | WIT                |               |
| Palau Time              | Palaui idő            | PWT                |               |
| East Timor Time         | Kelet-timori idő      | TLT                |               |
| India Time Zone[a]      | -                     | I                  |               |

## Megjegyzés
↑ a:  Katonai időzóna.

## Fordítás
Ez a szócikk részben vagy egészben  az   UTC+09:00 című angol Wikipédia-szócikk ezen változatának fordításán alapul.  Az eredeti cikk szerkesztőit annak laptörténete sorolja fel. Ez a jelzés csupán a megfogalmazás eredetét és a szerzői jogokat jelzi, nem szolgál a cikkben szereplő információk forrásmegjelöléseként.